# Hostis humani generis

Hostis humani generis, du latin signifiant littéralement « ennemi du genre humain », est une locution juridique issue du droit maritime désignant principalement les pirates et les esclavagistes qui, avant l'adoption du droit international public, étaient tenus au-delà de toute protection juridique ; leur sort pouvait être réglé par toute nation, même si celle-ci n'était pas directement leur victime,,.

## Raisonnement
La haute mer est hors de la juridiction de tout État et de toute puissance et est par conséquent un bien commun de toutes les nations navigatrices, qui partagent en commun les bénéfices et les dangers de la navigation.
Les pirates s'attaquant à tout navire passant à proximité, ils sont par conséquent considérés comme menant une guerre privée contre le genre humain et donc les ennemis de toutes les nations navigatrices. En conséquence toute nation avait le droit et même le devoir de juger voire d'exécuter sommairement tout pirate lui tombant sous les mains,.
Un tel raisonnement fut déjà tenu par Cicéron, qui décrivit le pirate comme étant l' « ennemi commun de tous ». D'autres juristes tels que Edward Coke et William Blackstone reprirent ce raisonnement.
Au XIXe siècle ce raisonnement fut étendu à la traite d'esclaves.

## Concepts équivalents
Une comparaison peut être faite avec le concept de « hors-la-loi » du common law, qui déclare une personne en dehors de la loi du roi, pouvant être tuée par quiconque sans conséquences judiciaires.
Le concept de proscription du droit civil de la Rome antique et le statut de l'homo sacer sont aussi similaires.